# 防衛記念章

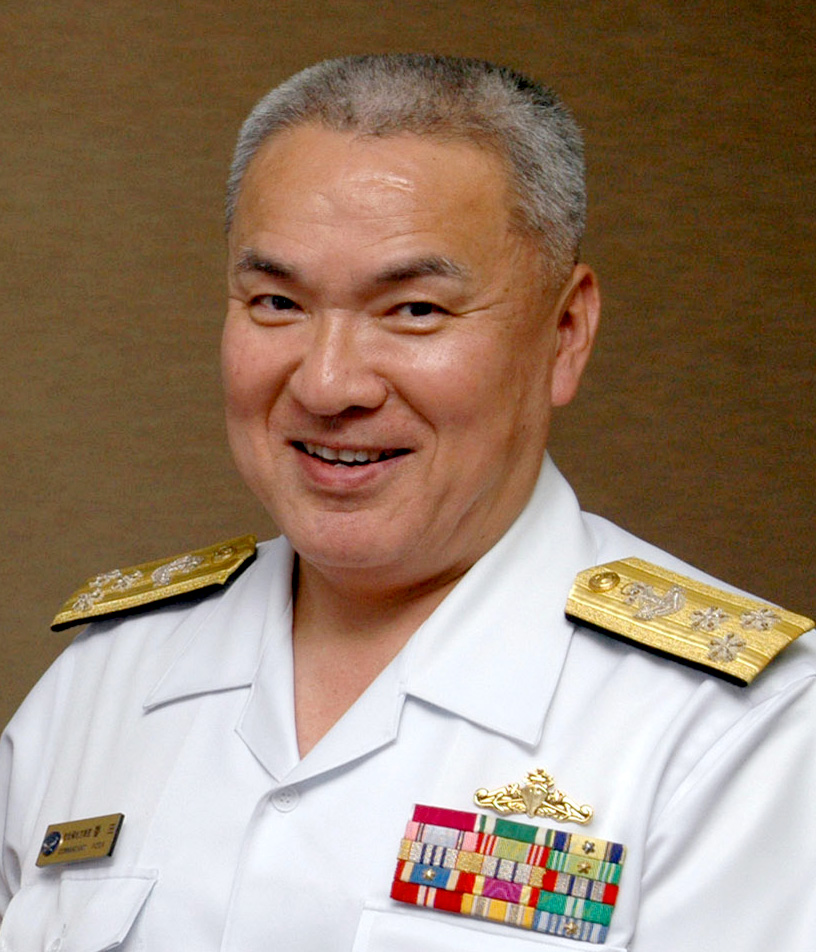
第3種夏服に防衛記念章を着用した香田洋二海将
※上段二つは外国勲章等の略綬

防衛記念章（ぼうえいきねんしょう）とは、自衛官がその経歴を記念して制服に着用することができる徽章をいう。防衛記念章そのものは略綬ではないが、徽章の形態としては略綬式を採用している。狭義の勲章とは異なるもので、記念章・従軍記章・表彰歴章等に相当する、自衛官特有の栄誉である。従来、常備自衛官以外の自衛隊員が同じ条件を満たしても防衛記念章を身につける事はできないものとされ、防衛記念章を着用した自衛官が退官し、予備自衛官等に任用した場合は人事書類にて記録されてきた。しかし、2014年8月より予備自衛官及び即応予備自衛官についても訓練招集期間中における防衛記念章の着用が認められるようになった。

## 概要

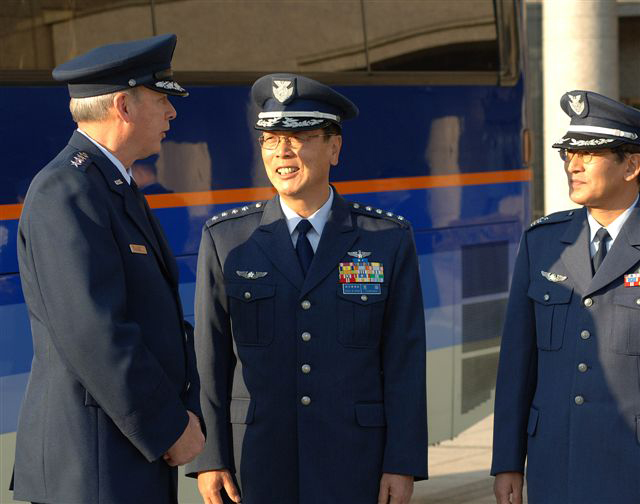
防衛記念章を着用した吉田正航空幕僚長（中央）と1等空佐（右）

勲章の略綬類似の形状（長方形）をしており、大きさは横36ミリメートル、縦11ミリメートルである。略綬とは元々、勲章自体を身につけては華美に過ぎる場に於いて勲章に付属するリボンを折って代用としたものである。つまり、外国の軍人が胸に着ける略綬は勲章等（「勲章等着用規程」（昭和39年4月28日総理府告示第16号）第1条、第11条第1項4号）に付属するものであるのに対し、防衛記念章は略綬型のもの自体が章となっている。そのため、自衛官の間では「グリコのおまけ」とも呼ばれている。
防衛記念章の制式及び着用規定は防衛記念章の制式等に関する訓令（昭和56年防衛庁訓令第43号）により定められており、自衛官の服装のうち、常装、第1種礼装、第2種礼装及び通常礼装に着用することができるとされている。記念章単体では着ける事が出来ない構造になっており、専用の着用台（留めピン付きの連結金具）に通して左胸ポケット上に着ける。この着用台は記念章の数ごとに固有のものである。なお自衛官が外国勲章を受章した場合、その略綬を防衛記念章と一緒に並べて着けられる。
隊員の士気の高揚及び魅力化対策の一環として、防衛記念章はその着用資格が発生する（受章）ごとに1つが配付される（一部を除く）。同一記念章2つ目以降はその数に応じた銀・金の桜花が配布されるほか、自衛隊員として初回の受章については1個用着用台も配布される。なお、これは「一回限り」の配布であり、経年劣化による交換や着回し用にもう1セット作成する場合等は、自衛隊員が自費で購入することとなる。また、着用台については、2つ用以上は自費購入となる。つまり、章・桜花自体は受賞毎に配布されるが、着用台は章の数が増える毎に自費購入の必要がある。
着用手続きについて陸上自衛隊では、自衛官が着用資格（防衛庁訓令昭和56年11月20日第43号第2条各項）を得ると、部隊長が管理する「防衛記念章着用資格記録簿」にその旨が記載され、それに基づいて「防衛記念章着用資格証」が交付される。また、対象者が既に資格証を交付されている場合には、その資格証に追記される。そして、着用資格者が防衛記念章を購入する場合は資格証を提示するように規定されている。海上自衛隊も同様であるが、記録簿と資格証はそれぞれ「防衛記念章着用記録票（甲）（乙）」及び「防衛記念章着用資格通知書」と称される。
授与に関しては着用資格を元に中隊長以上の部隊長による裁量で表彰者が決定し、主として定期表彰の他に災害派遣等の功績の場合は派遣終了し部隊が恒常勤務に移行した後に適当な期日をもって表彰式が行われる。
また、授与を行う部隊長の役職と階級によっても授与される賞詞の区分は規定によって定められている。
防衛記念章の調達は公募入札によって行われ、防衛省入札公告で「新規防衛記念章」が告知される。

## 沿革
創設時の自衛隊には旧軍経験者が在籍しており、戦前に受章した勲章・記章の略綬を着用する者もいたが、戦後の叙勲基準では自衛官が現職の間に叙勲されることが無くなり、従軍記章や記念章も発行されることが無くなったため、旧軍の軍歴が無い当時（昭和57年）の現職自衛官は勲章や略綬を正当な権原をもって着用できる場合がほとんど無くなっていた。他方、他国の軍人は制服に多数の勲章類を保持しており、特に米軍では記念章・従軍記章が数多く制定されているため、常装には大量の略綬を着用している。そのため、外国軍人との外見上の均衡をとるという必要性もあり、1982年（昭和57年）4月1日に防衛記念章制度が設けられた。
制定当初は15種類だったが、その後種類が増加している。特に、自衛隊の活動領域が狭かった昭和時代には「防衛記念章の制式等に関する訓令」の改正はわずかに3回しか行われていないが、平成に入り自衛隊の活動領域が飛躍的に拡大すると共に、同訓令は平成元年から平成10年末までの間に8回も改正が行われ、授与対象が拡大（2017年6月の改正時点で48種類の防衛記念章が存在）している。

### 外国との均衡

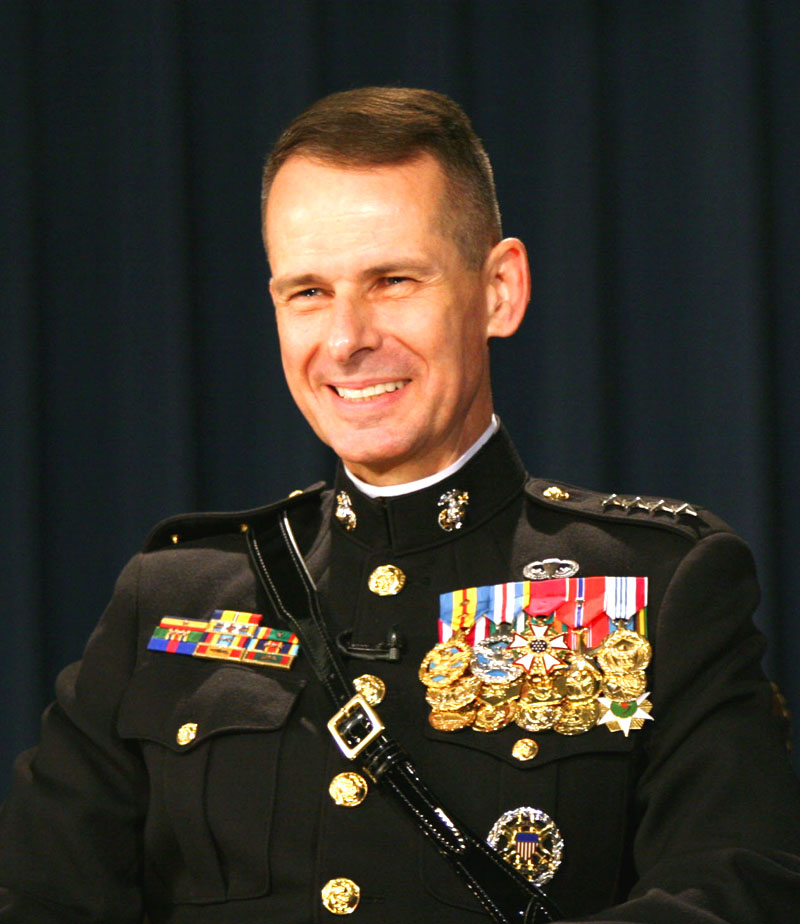
アメリカ海兵隊のピーター・ペース海兵隊大将。ブルードレスに勲章の正章（左胸）を着けた正装に略綬状のユニットアワード（右胸）を併用している。

防衛記念章はメダル本体は制定されておらず略綬状のものしか制定されていなかったが、2014年度（平成26年度）、一部の防衛記念章（全48種類のうち個人表彰の特別賞詞～第3級賞詞の7種類（第1号～第7号防衛記念章）と部隊表彰の2種類（第17号・第18号防衛記念章）の計9種類）に対応するメダルが制定、2019年（平成31年）4月には第4級賞詞および第5級賞詞に対する防衛功労章が制定され、式典等で着用しているのを見ることができる。外国軍隊の記念章におけるリボンのみの例としては、アメリカ軍のユニットアワード（Unit Award、部隊賞状）やユニットサイテーション（Unit Citation、部隊感状/部隊表彰状）があるが、何れも部隊表彰を受けた部隊の隊員が着用するものであり、個人が受章した勲章・記章とは着用の位置やTPO等の扱いが異なる。
日本以外の国々では、正章と略綬を服装によって使い分けるのが普通であり、外国軍人との均衡を失すると指摘されている。特に、メスジャケット着用時にはリボンを着用しないのが普通であり、ユニットアワードもフルサイズの勲章類を着用する際は併用できるが、ミニチュアメダルとの併用はできないため、メスジャケット着用時には着用しない。メスジャケット着用時には着用する勲章類はミニチュアメダルとされている。そのため自衛官も、制度上は着用できることになってはいるが（防衛記念章の制式等に関する訓令（昭和56年衛庁訓令第43号）第6条）、第2種礼装時には防衛記念章を着用しないのが通例となっている。ただし、アメリカ陸軍ではドレスコードがブラックタイの服装でも、サービスジャケットを使用する場合（陸上自衛隊の旧第2種礼装に相当）、現役将兵は略綬を着用できる。一方、海軍はこの場合もミニチュアメダルを使用するので、略綬は併用できない。

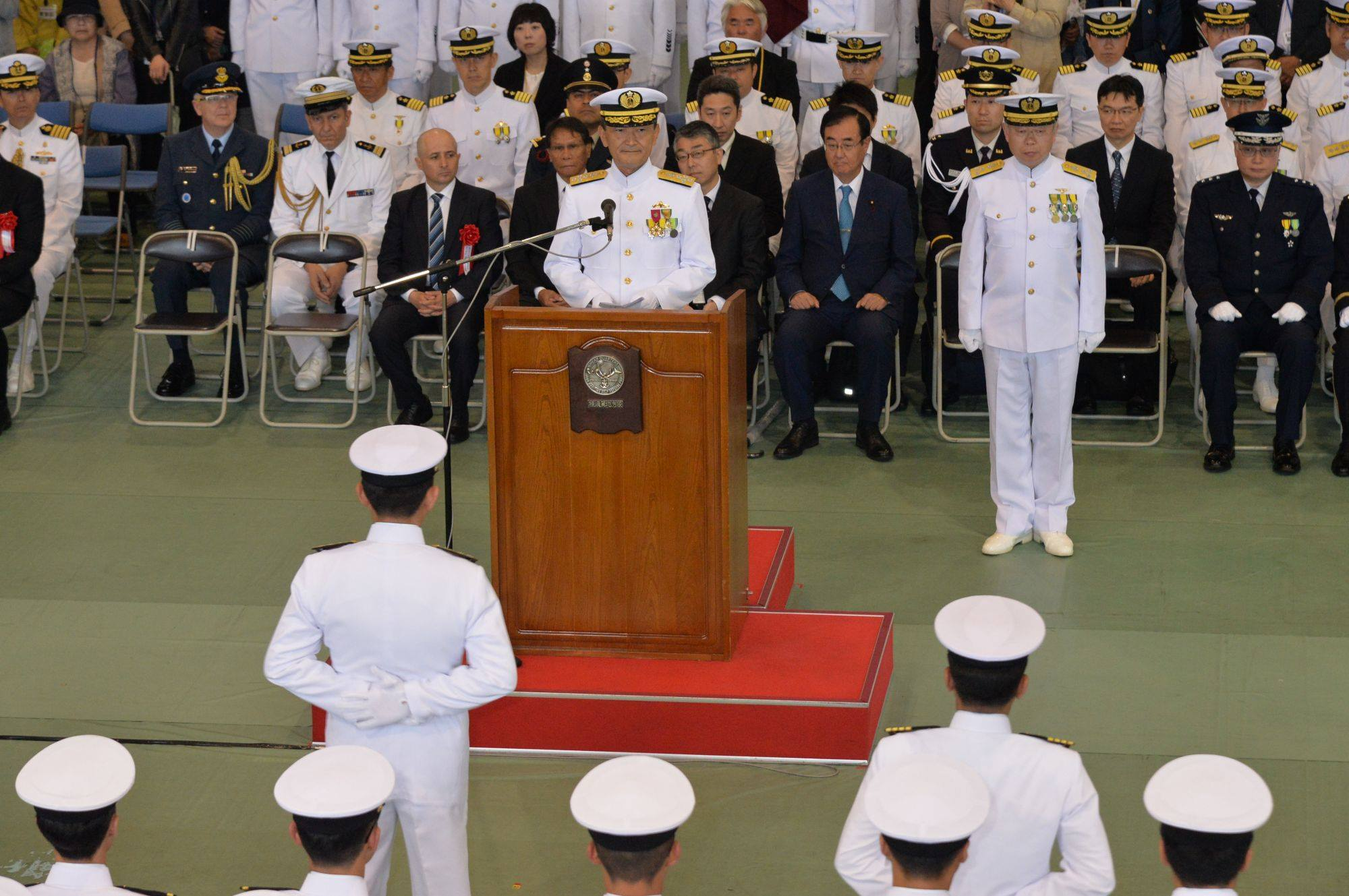
綬が付加された防衛功労章等を佩用する横須賀地方総監

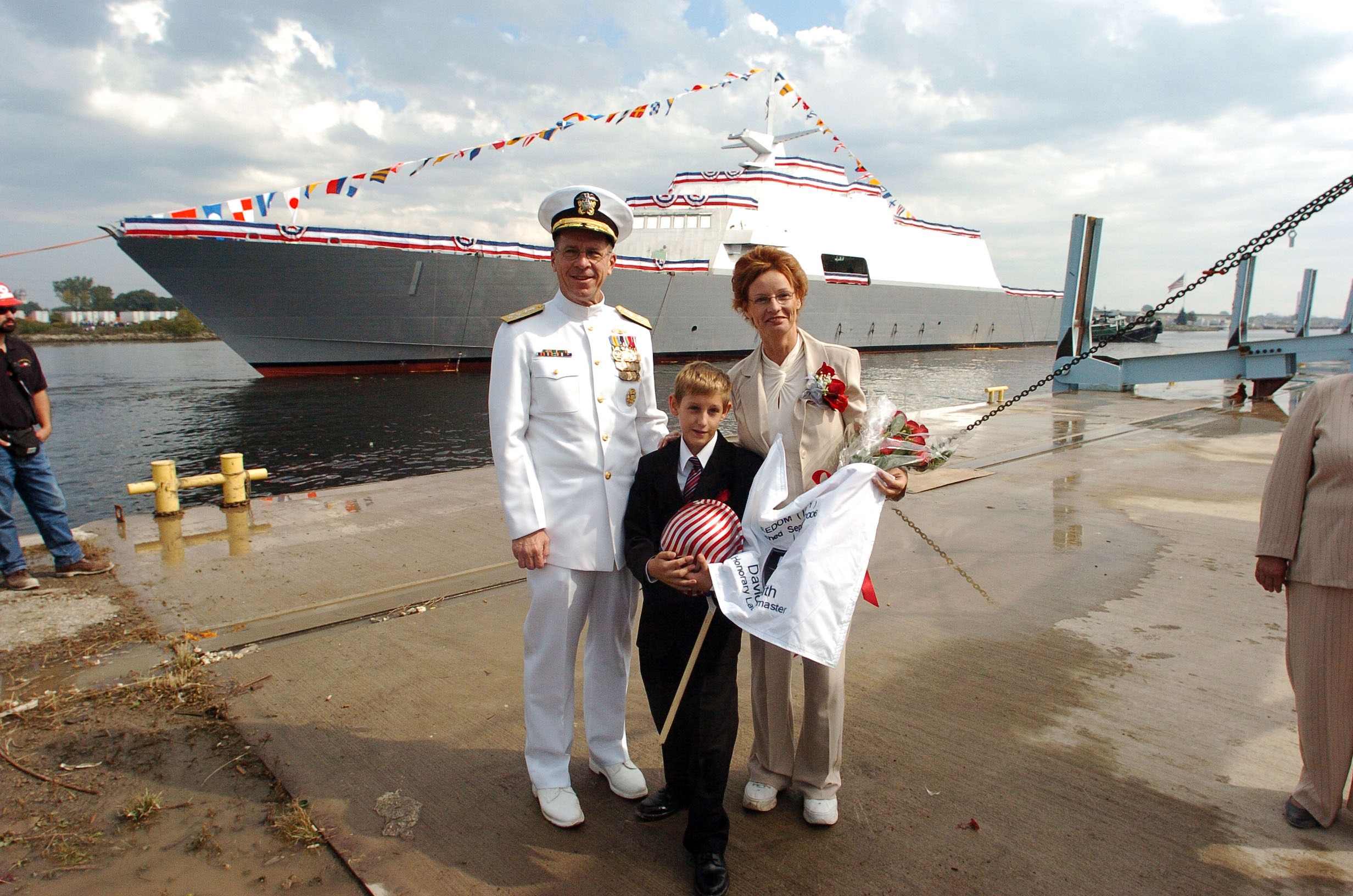
アメリカ海軍の将官（マイケル・マレン海軍作戦部長（当時・後に統合参謀本部議長））。フルサイズの勲章類（左胸）を着用する時には略綬状のユニットアワード（右胸）を併用している。
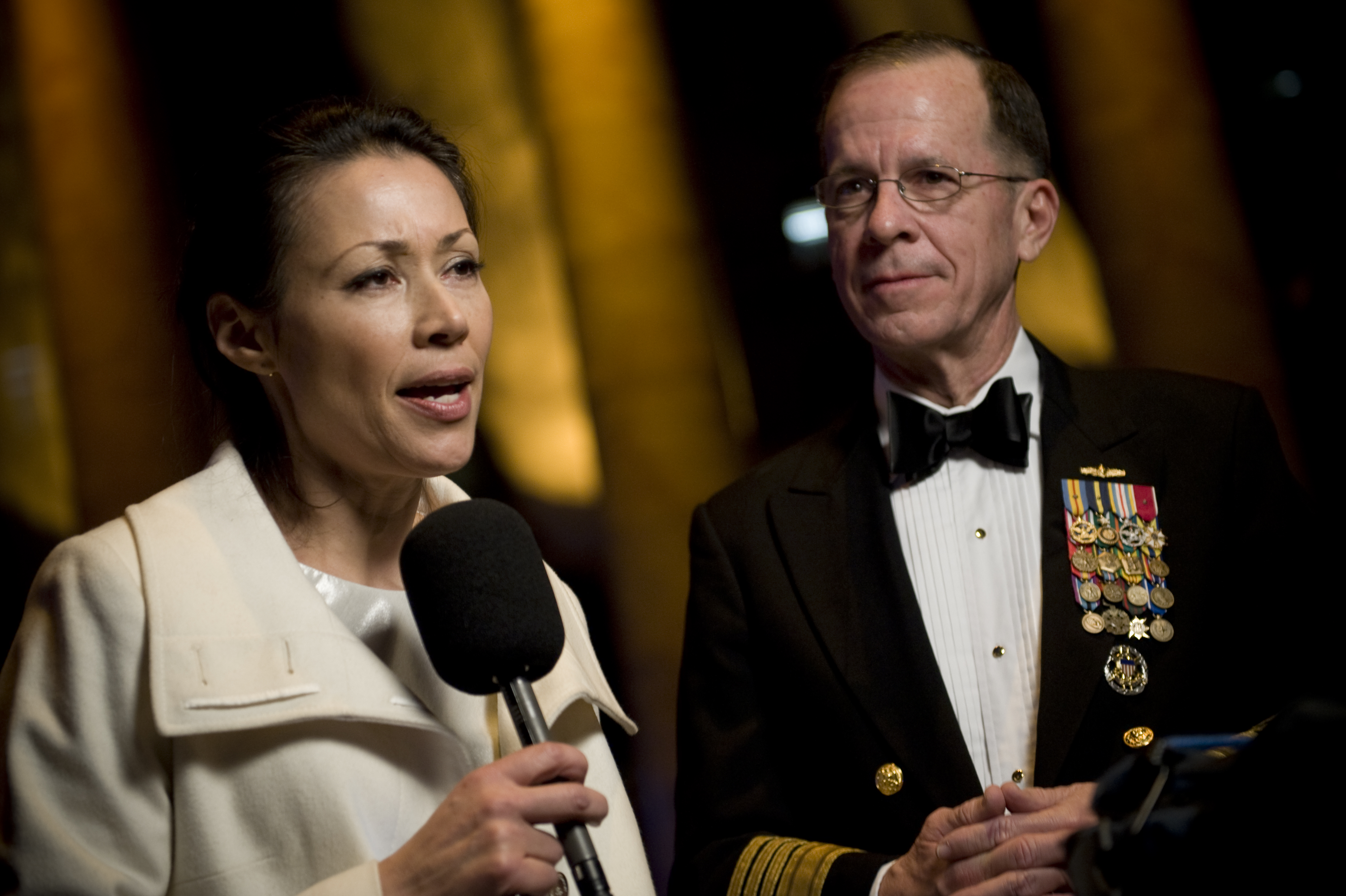
メスジャケットを着用した、統合参謀本部議長就任後のマレン大将。左の写真の時より受章した勲章類は増えているが、付けているのがミニチュアメダルであるため、ユニットアワードは着用していない。
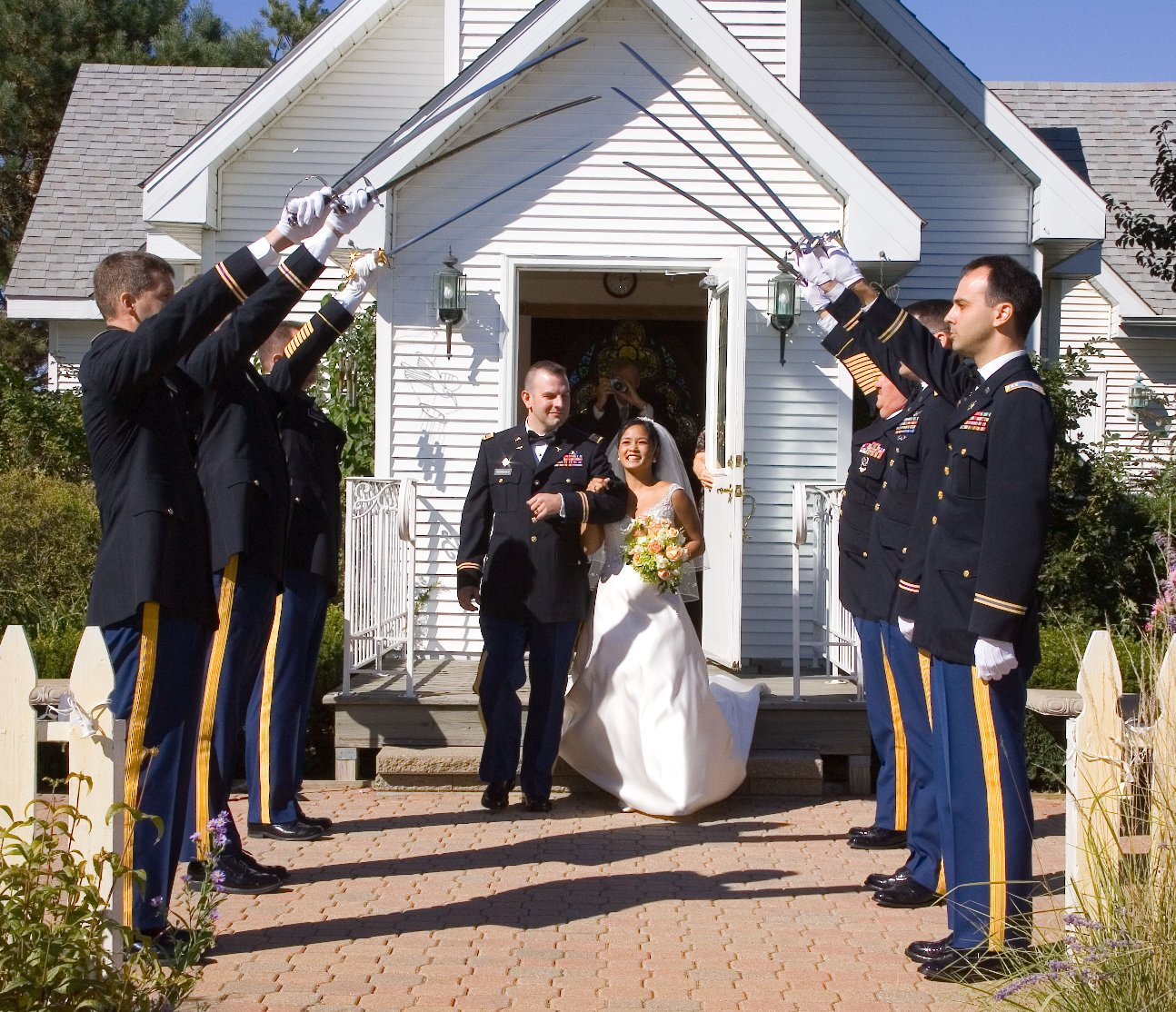
米陸軍将校の結婚式。礼装に略綬を着用する例。
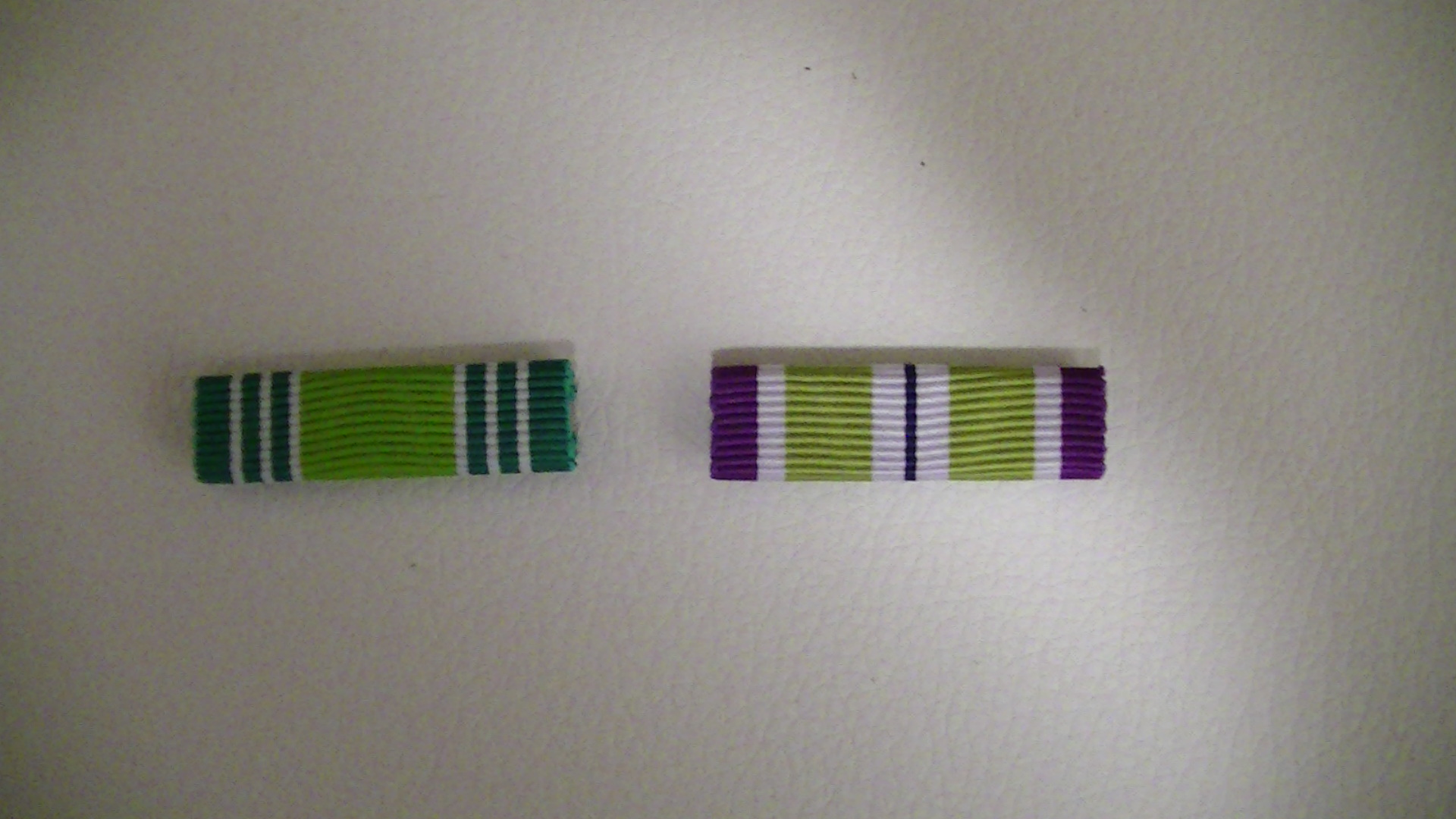
JTF-TH派遣任務に従事した隊員に授与された第18号と第36号（当時）防衛記念章
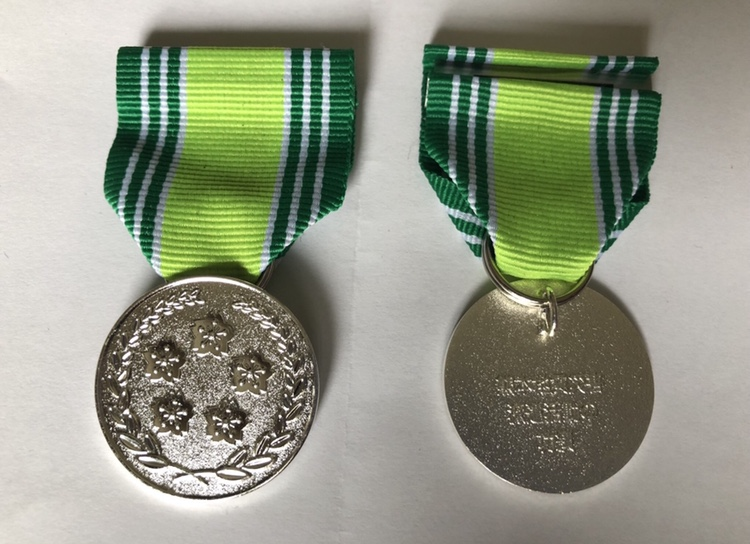
第1級部隊功績貢献章（第18号防衛記念章に対応するメダル）。表面は表彰権者（防衛大臣）、裏面は表彰の対象となった活動の概要が刻印される。
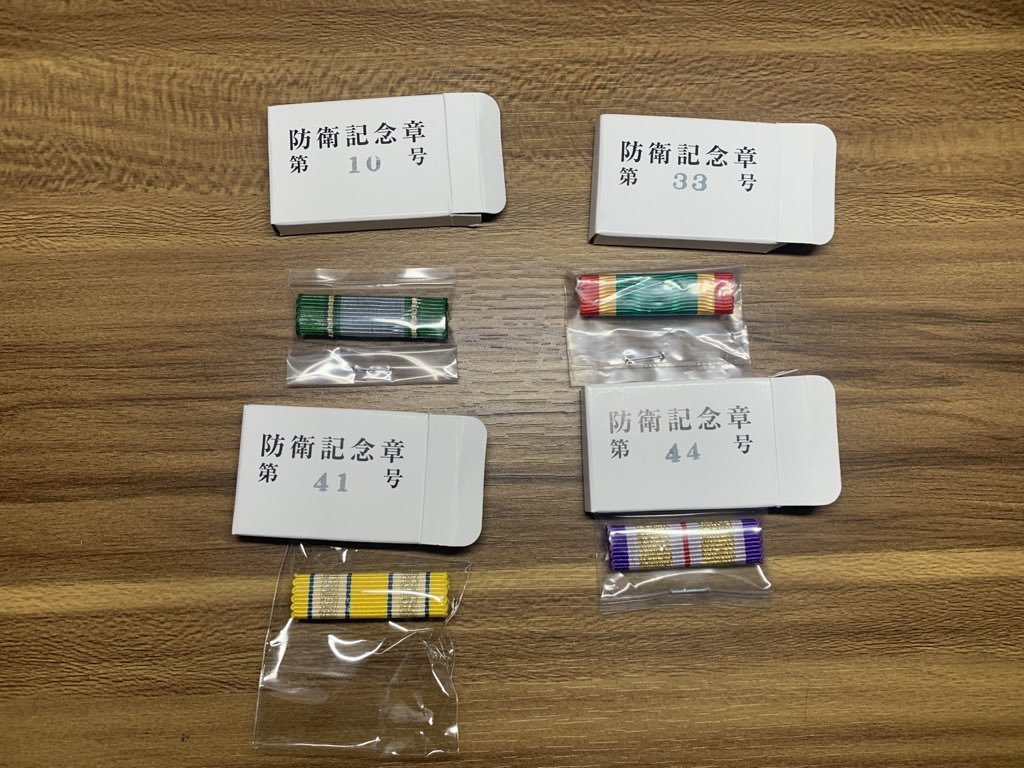
防衛記念章　第10号 第33号 第41号 第44号

## 着用資格者
「防衛記念章の制式等に関する訓令」第2条により、以下の自衛官が着用できる。
1. 賞詞[注 7]を授与された自衛官
2. 表彰を受けた部隊等において当該表彰に係る業務に従事した自衛官
3. 部隊の長の職その他の防衛大臣の定める職にあった自衛官
4. 最先任上級曹長・先任伍長・准曹士先任の職にあった自衛官[16]
5. 内部部局等（防衛省本省内部部局、統合幕僚監部（旧統合幕僚会議及び同事務局）及び情報本部、陸上幕僚監部、海上幕僚監部、航空幕僚監部、防衛装備庁、防衛監察本部）に勤務した自衛官
6. 長期間勤務した自衛官（永年勤続章受章者）
7. 在外公館に勤務し、又は有償援助による調達に関する業務その他の外国において行う業務に従事した自衛官
8. 外国において行う訓練又は南極地域への輸送に関する業務に従事した自衛官
9. 国際貢献に関する業務に従事した自衛官
10. 国の行事又は自衛隊法施行令第126条の12に規定する運動競技会協力業務[注 8]に従事した自衛官

## 種類

### 規定
防衛記念章には以下のものが定められている（「防衛記念章の制式等に関する訓令」第4条別表第2）。なお、太字の号数は訓令上は存在するが、現在は授与されることのない記念章であることを示す（授与対象となる組織の廃止、または活動の終結のため）。
また、特別賞詞及び第1級から第5級までの賞詞（15号までの記念章。賞詞の等級と記念章の号数は一致しないので注意する必要がある）を受賞した者は併せて防衛功労章が授与される。特別賞詞（1号記念章）受賞者はまだ一人もいない。第1級賞詞（2号記念章）及び第2級賞詞（3号記念章）は顕著な功績のあった少数の者に授与されている。
着用は号数の順にし、通常横1列に対し3つ（女子である自衛官については2つ）を着用する（「防衛記念章の制式等に関する訓令」第6条附図）。

### 一覧
| 章 | 種類   | 着用者 |
| -- | ------ | --- |
|    | 第1号  | 特別賞詞受賞者 |
|    | 第2号  | 第1級賞詞受賞者 |
|    | 第3号  | 第2級賞詞受賞者 |
|    | 第4号  | 自衛隊法（昭和29年法律第165号）第6章に規定する自衛隊の行動（防衛出動、治安出動、災害派遣など各種の出動）に参加し、又は航空救難、警戒監視その他の防衛大臣の定める業務に従事した功績により、第3級賞詞を授与された者 |
|    | 第5号  | 航空機及び車両操縦において定められた飛行時間又は走行距離以上無事故であった者若しくは隊員自主募集により隊務運営に功績があったとして第3級賞詞を授与された者 |
|    | 第6号  | 技術上優秀な発明考案をした者または業務改善を行ったことにより隊務運営に功績があったとして第3級賞詞を授与された者 |
|    | 第7号  | 通常の訓練・演習等において功績があり、第3級賞詞を授与された者 |
|    | 第8号  | 自衛隊法第6章に規定する自衛隊の行動に参加し、又は航空救難、警戒監視その他の防衛大臣の定める業務に従事した功績により、第4級賞詞を授与された者 |
|    | 第9号  | 航空機及び車両操縦において定められた飛行時間又は走行距離以上無事故であった者若しくは隊員自主募集により隊務運営に功績があったとして第4級賞詞を授与された者 |
|    | 第10号 | 技術上優秀な発明考案をした者または業務改善を行ったことにより隊務運営に功績があったとして第4級賞詞を授与された者 |
|    | 第11号 | 通常の訓練・演習等において功績があり、第4級賞詞を授与された者 |
|    | 第12号 | 自衛隊法第6章に規定する自衛隊の行動に参加し、又は航空救難、警戒監視その他の防衛大臣の定める業務に従事した功績により、第5級賞詞を授与された者 |
|    | 第13号 | 航空機及び車両操縦において定められた飛行時間又は走行距離以上無事故であった者若しくは隊員自主募集により隊務運営に功績があったとして第5級賞詞を授与された者 |
|    | 第14号 | 技術上優秀な発明考案をした者または業務改善を行ったことにより隊務運営に功績があったとして第5級賞詞を授与された者 |
|    | 第15号 | 通常の訓練・演習等において功績があり、第5級賞詞を授与された者 |
|    | 第16号 | 安全功労者表彰又は防災功労者表彰を受けた部隊等において当該表彰に係る業務に従事した者 |
|    | 第17号 | 特別賞状受賞に係る業務従事者 |
|    | 第18号 | 第1級賞状受賞に係る業務従事者 |
|    | 第19号 | 部隊等の長（将）の経験者 |
|    | 第20号 | 部隊等の長（将補）の経験者 |
|    | 第21号 | 部隊等の長（1佐）の経験者 |
|    | 第22号 | 部隊等の長（2佐・3佐）の経験者 |
|    | 第23号 | 部隊等の長（尉官）の経験者 |
|    | 第24号 | 将たる指揮官を補佐する上級曹長等の職にあった者 |
|    | 第25号 | 将補たる指揮官を補佐する上級曹長等の職にあった者 |
|    | 第26号 | 1佐たる指揮官を補佐する上級曹長等の職にあった者 |
|    | 第27号 | 2佐・3佐たる指揮官を補佐する上級曹長等の職にあった者 |
|    | 第28号 | 尉官たる指揮官を補佐する上級曹長等の職にあった者 |
|    | 第29号 | 防衛省（旧防衛庁）内部部局勤務経験者 |
|    | 第30号 | 統合幕僚監部（統合幕僚学校を除く）に勤務した者のうち防衛大臣が別に定める者（2006年3月制定） |
|    | 第31号 | 陸上幕僚監部・海上幕僚監部・航空幕僚監部勤務者 |
|    | 第32号 | 統合幕僚会議事務局及び旧情報本部勤務者 |
|    | 第33号 | 統合運用体制移行後の情報本部に勤務した者のうち防衛大臣が別に定める者（2006年3月制定） |
|    | 第34号 | 技術研究本部勤務者（2009年6月制定、2015年10月、防衛装備庁発足に伴い廃止） |
|    | 第35号 | 装備施設本部（旧：調達実施本部、契約本部、装備本部の勤務歴を有する者を含む）に勤務した者。（2009年6月制定。2015年10月、防衛装備庁発足に伴い廃止） |
|    | 第36号 | 防衛監察本部勤務者（2009年6月制定） |
|    | 第37号 | 防衛装備庁勤務者（2015年10月制定） |
|    | 第38号 | 内閣官房・内閣府など国の行政機関に勤務した者 |
|    | 第39号 | 25年勤続者 通称「緑のたぬき」、海自においては航海灯（舷灯）になぞらえ「緑灯（あおとう）」 |
|    | 第40号 | 10年勤続者 通称「赤いきつね」、海自においては同じく「紅灯（あかとう）」 |
|    | 第41号 | 外国勤務経験者：在外公館に勤務（防衛駐在官など）し、又は有償援助による調達に関する業務その他の外国において行う業務に従事した者のうち防衛大臣が別に定める者 |
|    | 第42号 | ソマリア沖海賊の対策部隊派遣に関する業務従事者：2009年3月に発令された海上警備行動及び海賊行為の処罰及び海賊行為への対処に関する法律（平成21年6月24日法律第55号）に基づく対応措置に従事した者。2009年12月制定。 |
|    | 第43号 | 災統合任務部隊（大規模災害派遣）従事者（東日本大震災対応派遣を契機として2011年12月に防衛記念章の制式等に関する訓令を改正し制定、同年10月の入札公告で告知された記念章） |
|    | 第44号 | 国際貢献に関する業務従事者：外国において行う国際貢献に関する業務に従事した者のうち防衛大臣が別に定める者（自衛隊ペルシャ湾派遣を契機に設けられた。UNDOF部隊や国際緊急援助隊要員として出動した者などが授与対象） |
|    | 第45号 | 自衛隊インド洋派遣従事者：平成13年9月11日のアメリカ合衆国において発生したテロリストによる攻撃等に対応して行われる国際連合憲章の目的達成のための諸外国の活動に対して我が国が実施する措置及び関連する国際連合決議等に基づく人道的措置に関する特別措置法（平成13年法律第113号（テロ対策特別措置法）及び新テロ特措法に基づく対応措置に従事した者） |
|    | 第46号 | イラク人道復興支援活動従事者：イラクにおける人道復興支援活動及び安全確保支援活動の実施に関する特別措置法（平成15年法律第137号、通称「イラク特措法」）に基づく対応措置に従事した者） |
|    | 第47号 | 国家行事に関する業務従事者のうち防衛大臣が別に定める者 |
|    | 第48号 | 外国訓練等従事者：外国において行う訓練又は南極地域への輸送に関する業務に従事した者のうち防衛大臣が別に定める者（砕氷艦しらせ・同ふじ乗組員及び各種遠洋実習航海参加者、陸上・航空自衛隊の米国実射訓練参加隊員などが授与対象。） |

## 複数受賞
同種類の防衛記念章を複数個着用できる者は以下の要領に従い、当該記念章の中央に金又は銀色の桜花をつける。2009年の改定以前は同種類の記念章を複数着用する際は、2個の場合は銀色の桜花を1個、3個以上の場合は金色の桜花を1個であった。つまり4個以上着用できても金色の桜花1個であり、3個の者との見分けがつかなかった。かつては同じ記念章を4個以上着用する者は稀であったが、近年は自衛隊の活躍と共に記念章を受賞する機会が多くなり、時代に合わせて改定したと考えられる。
特筆される複数受賞者として、オリンピック金メダリストの三宅義信と小原日登美を挙げることができ、この2名のみが第2号防衛記念章（第1級賞詞）を2度受賞している。
- 2個の場合は銀色の桜花を1個
- 3個の場合は金色の桜花を1個
- 4個の場合は銀色の桜花を2個
- 5個以上の場合は金色の桜花を2個

第12号防衛記念章2回受章の例
第12号防衛記念章3回受章の例
第12号防衛記念章4回受章の例
第12号防衛記念章5回（または6回以上）受章の例